# Kawasaki 250 R

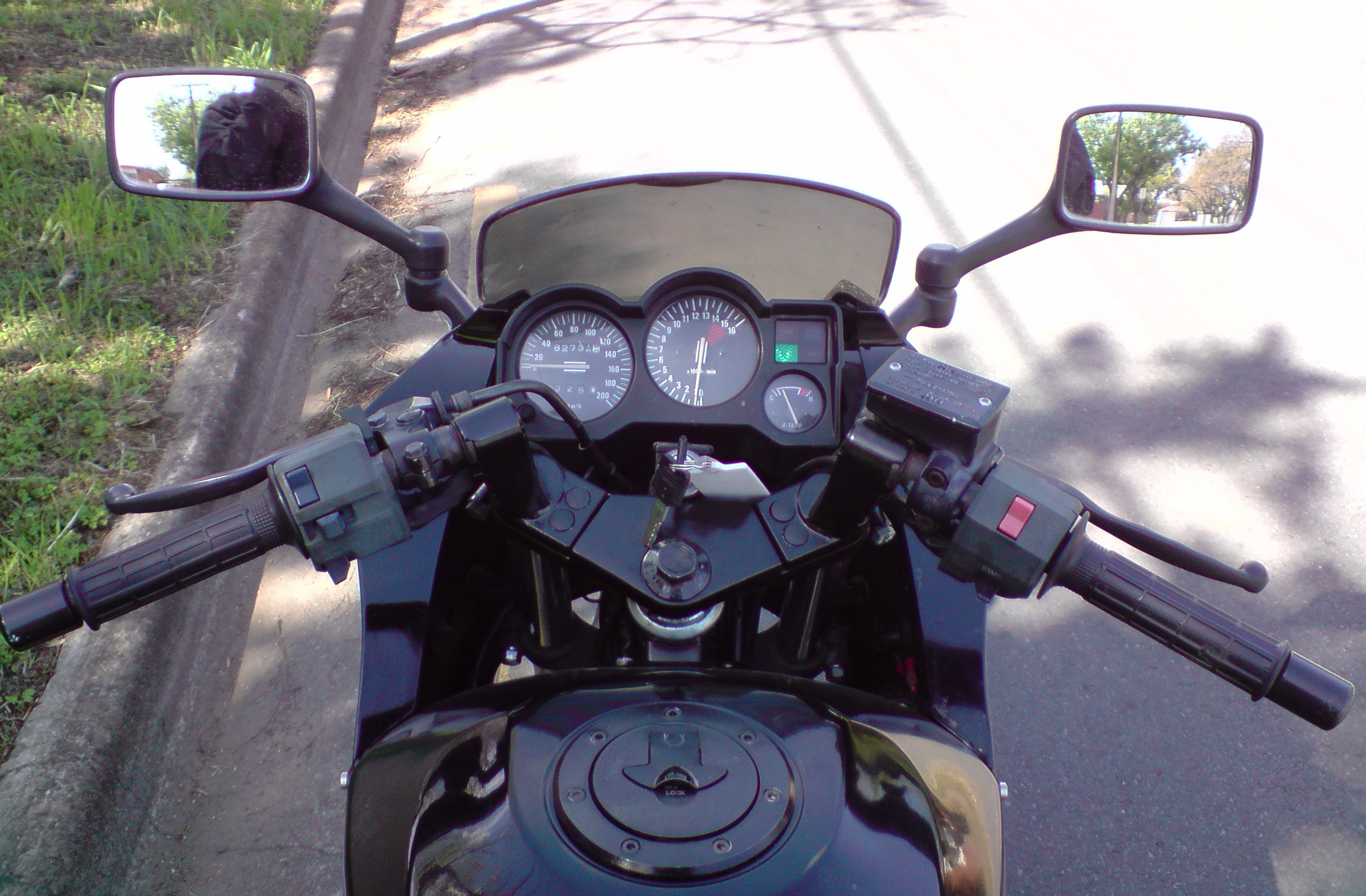
Cockpit

Die Ninja 250 R ist ein Sport-Motorrad des japanischen Motorradherstellers Kawasaki, das von 2007 bis 2011 mit Einspritzmotor gebaut wurde.

## Geschichte
In den USA ist die 250 R in der Vergaservariante bereits seit mehr als 20 Jahren eines der meistverkauften Motorräder. Das Modell wurde 2007 vorgestellt und ist mit einer Gemischaufbereitung per Einspritzung erhältlich und wurde weltweit angeboten. In Europa wurden 14.000 Stück verkauft. Die 250 R erzielte auf dem deutschen Markt Verkaufszahlen, die für das Jahr 2009 in etwa auf der Höhe jener der größeren ZX-6 R lagen. 

## Konzept
Die 250 R soll laut Kawasaki die Einstiegsmaschine in das Supersportsegment sein, weshalb die vollverkleidete 250 R den größeren „Kawasaki Ninja“ wie z. B. der Kawasaki ZX-6 R optisch entlehnt ist und dessen Spitzenmodell die Ninja ZX-10 R darstellt. Im Gegensatz zu den größeren Ninjas hat die Ninja 250 R jedoch relativ hoch stehende Lenkerstummel, die für einen Sportler eine relativ aufrechte Sitzhaltung gewährleisten. Durch die Kombination von einer Sitzhöhe von 77 bis 79 cm sowie einer sehr schmalen Sitzbank ist die 250 R für Fahrer ab 1,60 m Körpergröße geeignet. Für kleinere Fahrer kann eine Tieferlegung um ca. 3 cm realisiert werden. Das Größenlimit liegt für Fahrer bei einer Körpergröße von ca. 1,90 m, abhängig davon, welche Komfortansprüche dieser an seine Maschine stellt. Heckhöherlegungen sind jedoch generell möglich.
Die 250 R zeichnet sich durch eine leichte Handhabung aus. Trotz einer Motorleistung, die im Vergleich mit der Mehrzahl an zugelassenen Motorrädern geringer ist, kommt die 250 R relativ spritzig daher. Grund hierfür ist unter anderem das Leistungsgewicht von 0,14 kW/kg (5,12 kg/PS). Der Motor erreichte Drehzahlen über 13000/min. Die Ninja 250 R erfordert einen aktiven Fahrer, da die Beschleunigung vor allem über die Drehzahl des Motors erreicht wird. Für das Fahren bedeutet dies, dass im Gegensatz zu größeren Maschinen viel und aufmerksam geschaltet werden muss, um eine jeweils optimale Drehzahl beizubehalten.
Erhältlich war und ist die 250 R in den Farben
- Pearl White 2011
- Lime Green 2008–2010, Lime Green (zugleich Special Edition) 2011
- Ebony Black 2008, 2010, 2011
- Diablo Black 2009 (Metallic-Variante)
- Special Edition 2009 (Lime Green / Diablo Black / weiße Aufkleber mit Pearl-Effekt von 3M)

Im Jahr 2011 wurde die Produktion eingestellt und ein von Kawasaki stark überarbeitetes Modell vorgestellt. Die 250 R wurde dann im Jahre 2013 von der leistungsstärkeren Kawasaki Ninja 300 abgelöst.